# Miso
Miso je tradicionalna japonska začimba iz fermentiranega riža, ječmena ali/in soje. 
Miso je na voljo v več oblikah: v prahu ali kot pasta. Miso v prahu se mora pred uporabo namočiti v vodi, pasta pa se lahko uporabi takoj. Iz misa se pripravlja juho (zudi juha miso ali kar miso). Obvezna sestavina miso juhe je še jušna osnova daši, prav tako japonska posebnost. Japonci razlikujejo več vrst miso juhe, velikokrat pa v njej najdemo tofu, mlado čebulo, gobe, alge, ribe ... 
Sestavine se razlikujejo v posameznih letnih časih in v različnih delih Japonske. Miso juha in riž sta bila in sta marsikje še vedno del običajnega japonskega zajtrka, večina Japoncev pa to znamenito juho je najmanj enkrat na dan.